# Xã Partridge, Quận Pine, Minnesota
Xã Partridge (tiếng Anh: Partridge Township) là một xã thuộc quận Pine, tiểu bang Minnesota, Hoa Kỳ. Năm 2010, dân số của xã này là 639 người.